# 圆亭喷泉

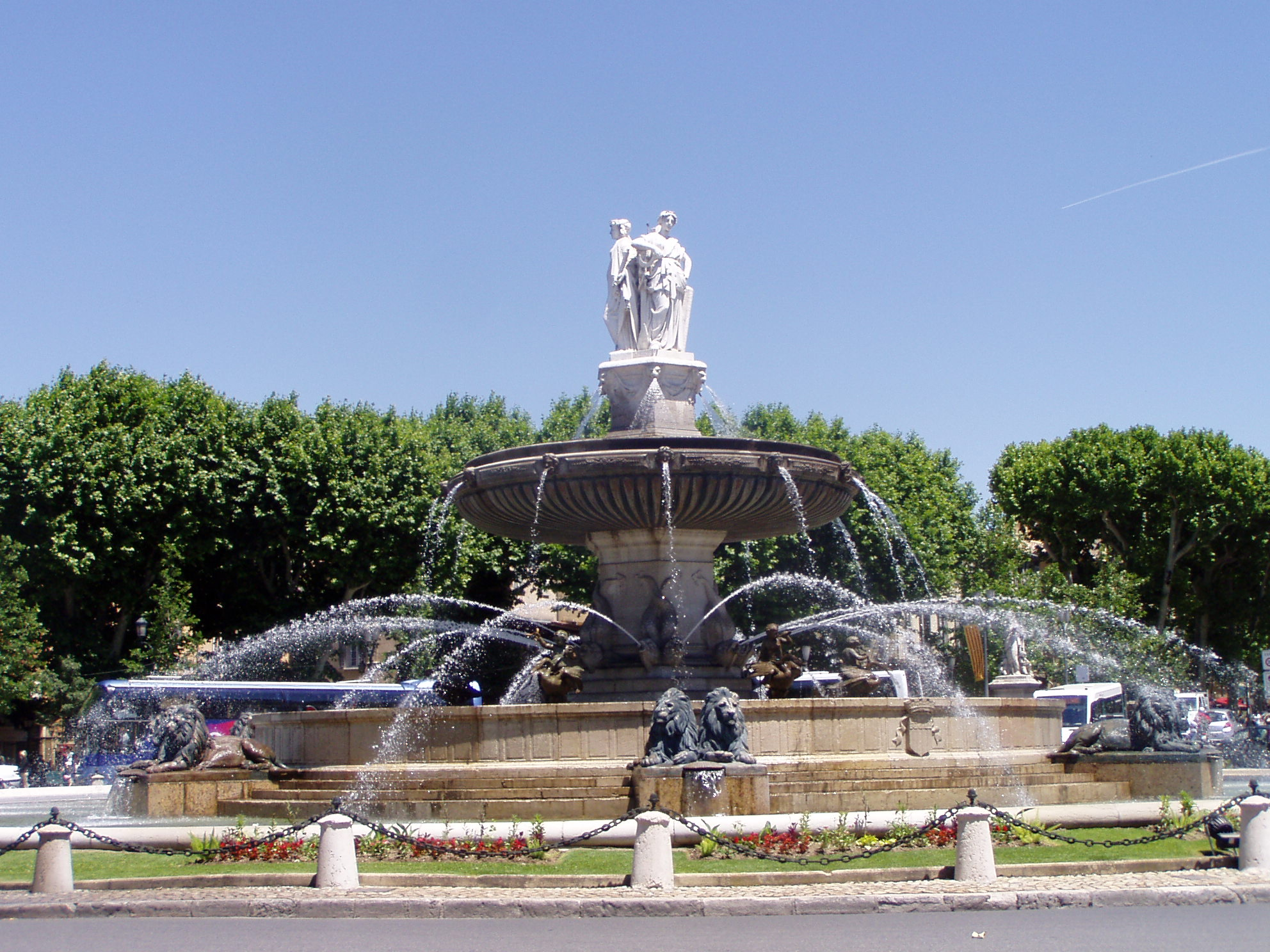
圆亭喷泉

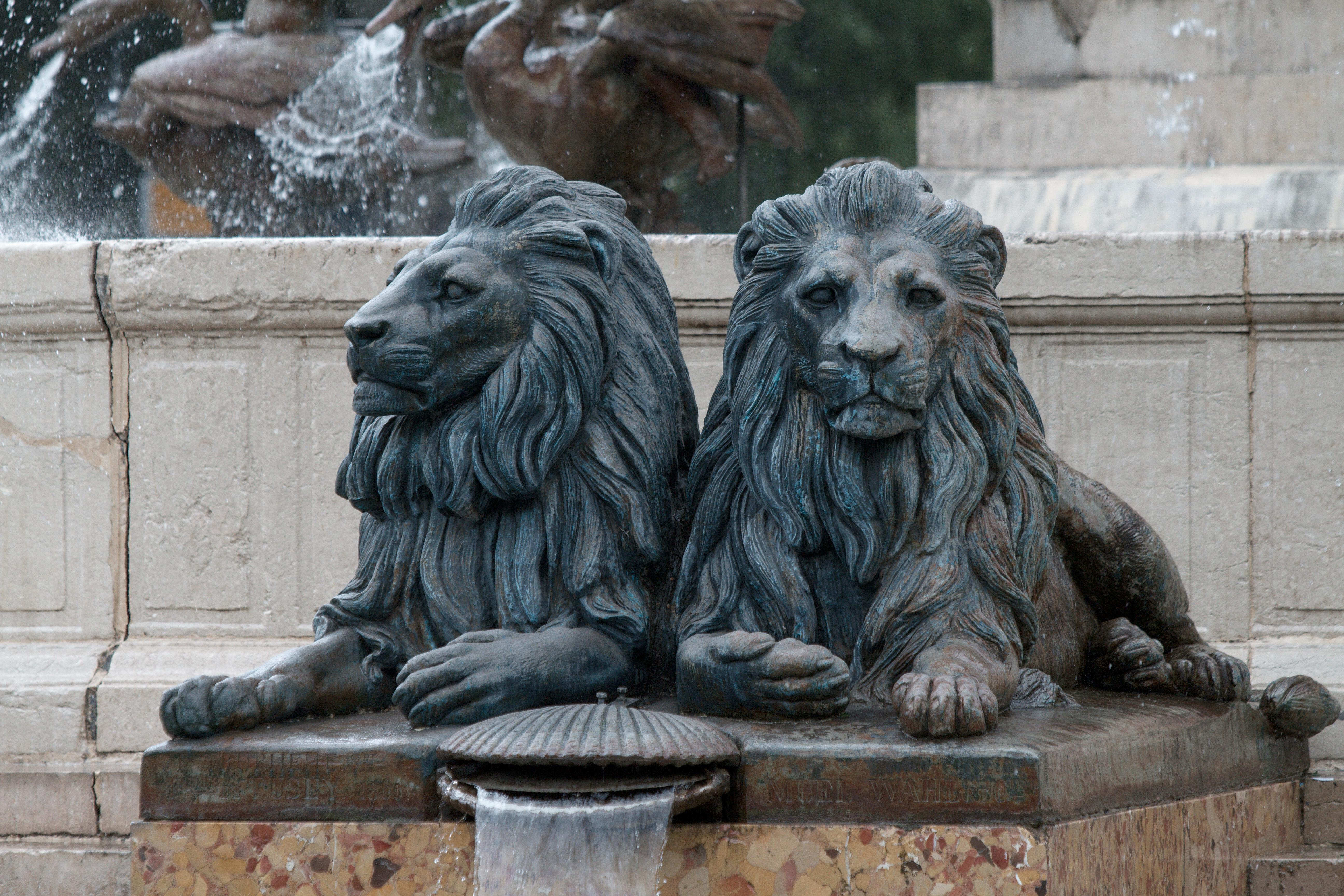
狮子

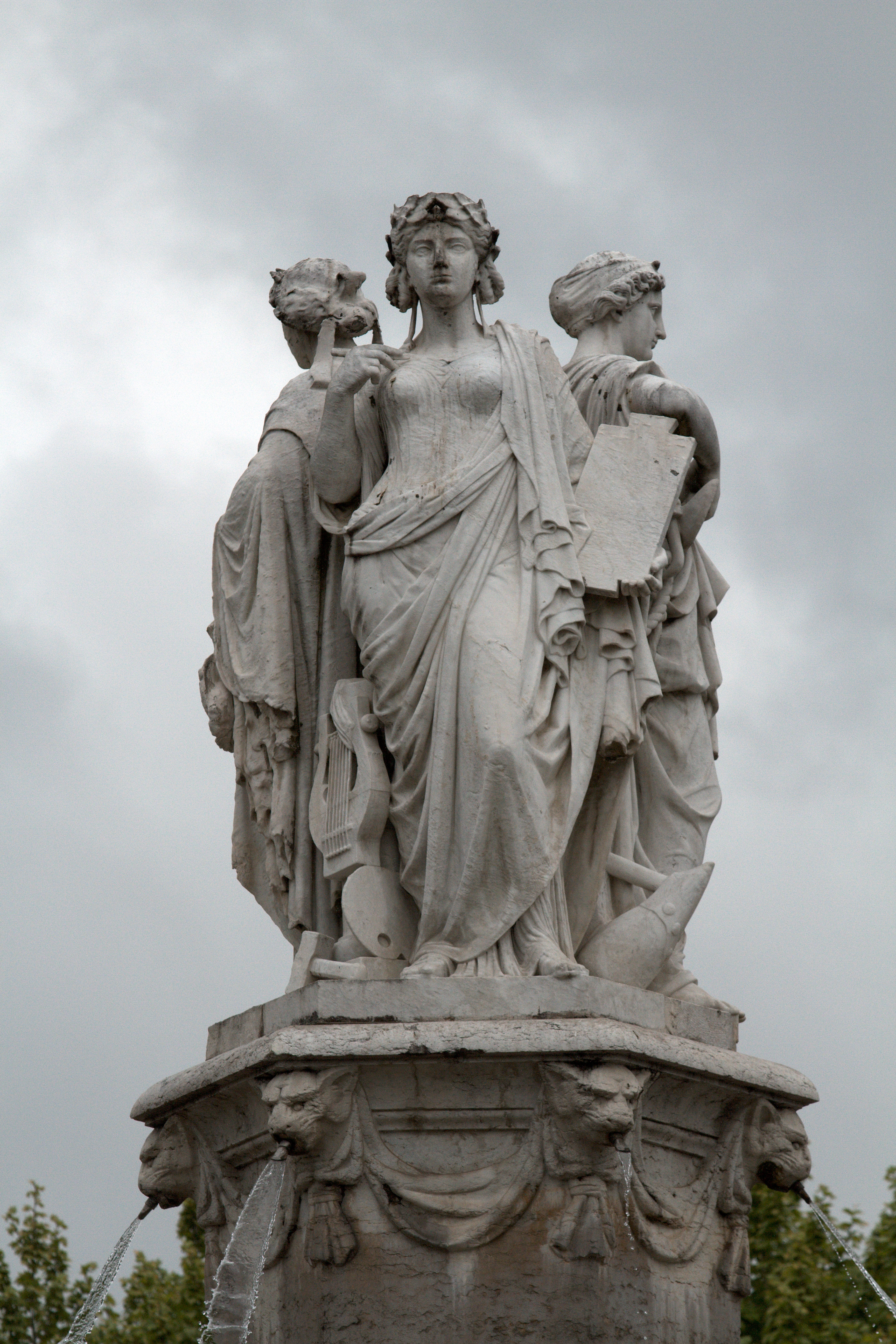
雕像

圆亭喷泉（Fontaine de la Rotonde）是法国南部城市普罗旺斯地区艾克斯市中心的一个喷泉，位于米拉波大道，是该市最有名的古迹之一。高12米。
圆亭喷泉的圆形底座直径32米。它的周围是四对狮子。顶部的三尊大理石雕像，分别由三位雕塑家雕刻。每尊雕像都有特殊的意义，并面对这一条街道。面对米拉波大道的雕塑是由约瑟夫·马吕斯·拉默斯（1805-1888）雕刻，象征着正义。面对通往马赛的比利时大道的雕像，是Louis-Félix Chabaud（1824-1902年）的作品，象征着贸易和农业。第三，面对着通往阿维尼翁的拿破仑波拿巴大街的雕像，是Hippolyte Ferrat（1822-1882）的作品，象征着艺术。这三尊雕像使得这个喷泉获得了“三女神喷泉”的昵称 。